# فرط كلوريد الدم
فرط كلوريد الدم  (أو فَرْطُ كلوريدية الدم ) هي حالة من حالات اضطرابات الكهرل يلاحظ فيها ارتفاع لنسبة أيونات الكلوريد في الدم.
تتراوح النسبة الطبيعية لأيونات الكلوريد في بلازما الدم بين 96 - 106 ميلي مكافئ / الليتر (mEq/L)؛ بالتالي فإن مستويات الكلوريد التي تتجاوز 110 ميلي مكافئ / الليتر يمكن أن تعتبر مؤشراً على اعتلال وظائف الكليتين.